# دار الإسلام ودار الكفر

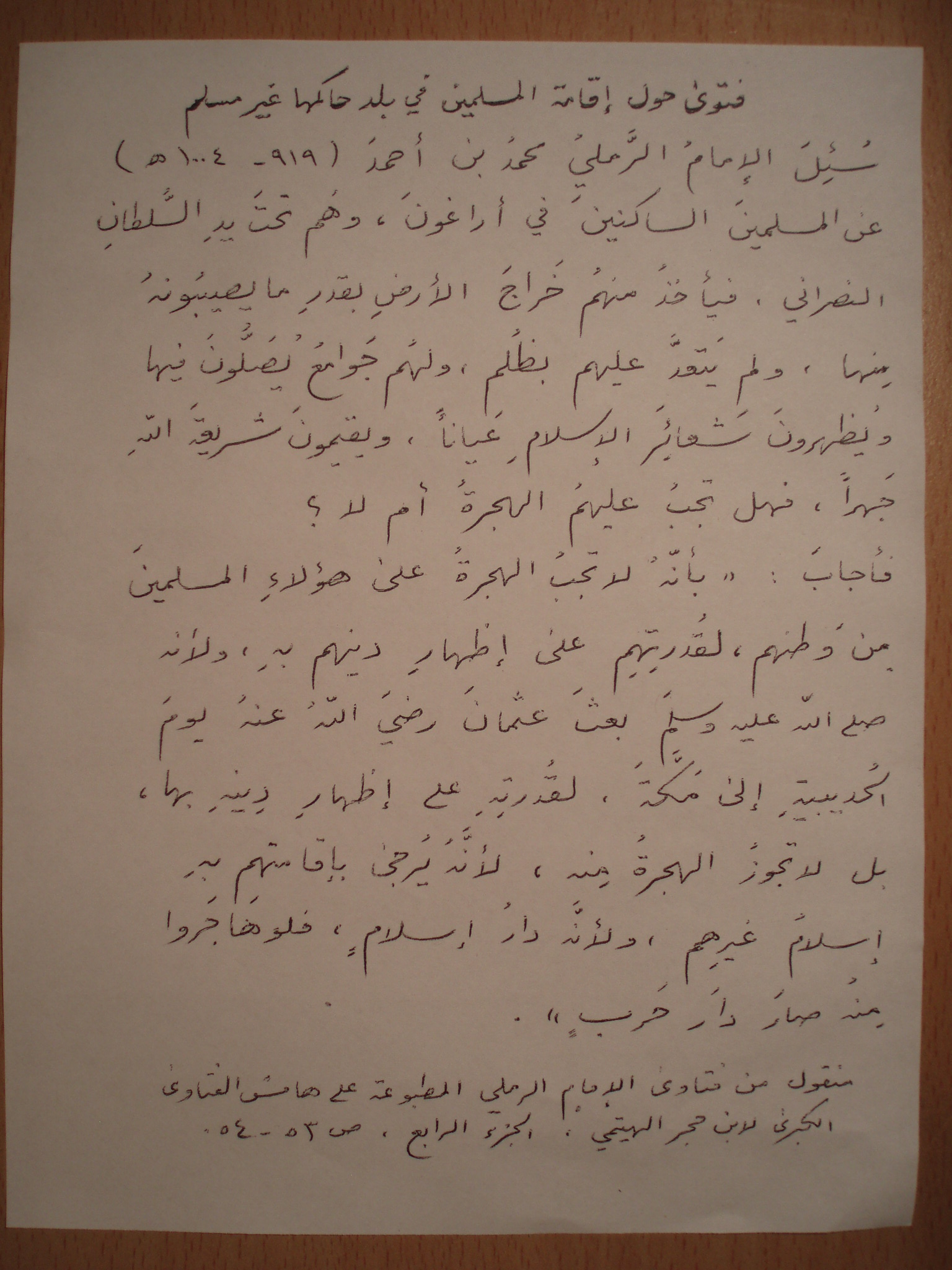
صورة لفتوى مكتوبة بخط يد معاذ الخطيب

عرف التاريخ الإسلامي المصطلحات الفقهية دار الإسلام، ودار الحرب أو دار الكفر الأولى كان يشار بها إلى البلاد الخاضعة لسلطان المسلمين وحكمهم ودار الكفر إلى البلاد الخاضعة لحكم غير المسلمين. وهناك من يعرف دار إسلام بالبلاد التي يغلب عليها ظهور شرائع الإسلام؛ ويحكم فيها المسلمون بحكم الإسلام وتعاليمه؛ وإن كان غالب سكان تلك البلاد غير مسلمين. ودار الكفر وهي التي لا يحكم فيها المسلمون ولا يظهر فيها تطبيق لتعاليم الإسلام أو أن يكون المسلمون فيها أقلية غير حاكمة. والعلماء المعاصرين يرون أن ميثاق الأمم المتحدة جعل الديار كلها يمكن أن تعتبر دار سلم، باستثنائات قليلة، كإسرائيل.

## شرح الدار
الدال والواو والراء: أصل واحد يدل على إحداق الشيء بالشيء من حواليه.والدار المنزل المسكون وتسمى البلدة داراً، والدولة_ بالتعبير المعاصر _ يطلق عليها الفقهاء اسم (الدار) ،قال ابن عابدين (المراد بالدار الإقليم المختص بقهر مَلِكِ إسلام أو كفر...فليس المراد دار السكنى). وقال ابن القيم «قال الجمهور دار الإسلام هي التي نزلها المسلمون وجرت عليها أحكام الإسلام وما لم تجر عليه أحكام الإسلام لم يكن دار إسلام وإن لاصقها فهذه الطائف قريبة إلى مكة جداً ولم تصر دار إسلام بفتح مكة.»

### الأحناف
وقال الإمام السرخسي الحنفي: عند أبي حنيفة إنما تصير دارهم دار الحرب بثلاث شرائط أحدها أن تكون متاخمة أرض الترك ليس بينها وبين أرض الحرب دار للمسلمين. والثاني أن لايبقى فيها مسلم آمن بإيمانه ولا ذمي آمن بأمانه. والثالث أن يظهروا أحكام الشرك فيها. ولم يعتبر العلماء الشروط التي ذكرها أبو حنيفة حتى خالفه صاحباه القاضي أبو يوسف ومحمد بن الحسن الشيباني كما ذكر السرخسي وذكره أيضاً علاء الدين الكاساني وعلل قولهما بقوله إن كل دار مضافة إما إلى الإسلام وإما إلى الكفر وإنما تضاف الدار إلى الإسلام إذا طبقت فيها أحكامه وتضاف إلى الكفر إذا طبقت فيها أحكامه كما تقول الجنة دار السلام والنار دار البوار لوجود السلامة في الجنة والبوار في النار ولأن ظهور الإسلام أو الكفر بظهور أحكامهما.

### الحنابلة والشافعية
فجعل الكاساني مناط الحكم على الدار هو نوع الأحكام المطبقة فيها. وانتقد ابن قدامة الحنبلي أيضاً شروط أبي حنيفة فقال ومتى ارتد أهل بلد وجرت فيه أحكامهم صاروا دار حرب في اغتنام أموالهم وسبي ذراريهم الحادثين بعد الردة وعلى الإمام قتالهم فإن أبا بكر الصديق قاتل أهل الردة بجماعة الصحابة ولأن الله تعالى قد أمر بقتال الكفار في مواضع من كتابه وهؤلاء أحقهم بالقتال لأن تركهم ربما أغرى أمثالهم بالتشبه بهم والارتداد معهم فيكثر الضرر بهم وإذا قاتلهم قتل من قدر عليه ويتبع مدبرهم ويجهز على جريحهم وتغنم أموالهم وبهذا قال الشافعي.وقالت المالكية:دار الإسلام هي ما تجري فيها أحكام المسلمين.

### حكام الدار
وعن أبي يوسف ومحمد إذا أظهروا أحكام الشرك فيها فقد صارت دارهم دار حرب لأن البقعة إنما تنسب إلينا أو إليهم باعتبار القوة والغلبة فكل موضع ظهر فيه حكم الشرك فالقوة في ذلك الموضع للمشركين فكانت دار حرب وكل موضع كان الظاهر فيه حكم الإسلام فالقوة فيه للمسلمين.
فجعل الصاحبان المناط هو الغلبة والأحكام. قال ابن قدامة ولنا أنها دار كفار فيها أحكامهم فكانت دار حرب. ابن قدامة مناط الحكم على الدار نوع الأحكام الجارية فيها. وقال السرخسي - في شرحه لكتاب السير الكبير - والدار تصير دار المسلمين بإجراء أحكام الإسلام. وللقاضي أبي يعلى الحنبلي كل دار كانت الغلبة فيها لأحكام الكفر دون أحكام الإسلام فهي دار الكفر. ولعبد القاهر البغدادي مثله في أصول الدين له، وقال الشيخ منصور البهوتي وتجب الهجرة على من يعجز عن إظهار دينه بدار الحرب وهي ما يغلب فيها حكم الكفر.

## دار العهد
دار العهد وتسمى دار الموادعة ودار الصلح ودار المعاهدة وهي أن يعقد الإمام مع أهل الحرب عهداً للمصالحة يترك بموجبه القتال مدة بعوض أو بغير عوض فتكون تلك الدار دار عهد.

### شرح المصطلح
لغةً: الأمان والمَوْثق والذمة ومنه قيل للحربي يدخل بالأمان ذو عهد ومعاهد، والمعاهدة المعاقدة.
اصطلاحاً: هي كل بلد صَالَح الإمام أهلُها بترك القتال على أن تكون تلك الأرض لهم وللمسلمين الخراج عنها

### حكم المعاهدة
يجوز أن يعقد الإمام مع أهل الحرب عهداً للمصالحة يترك بموجبه القتال مدة بعوض أو بغير عوض فتكون تلك الدار دار عهد وينقسم عقد الصلح مع أهل الحرب إلى قسمين:
الأول: يشترط في عقد الصلح أن تكون تلك الأراضى للمسلمين ونقرها بأيديهم بخراج يؤدونه للمسلمين فهذا الصلح صحيح باتفاق الفقهاء والخراج يعتبر أجرة نظير الانتفاع بالأرض لا يسقط بإسلامهم ويؤخذ خراجها إذا انتقلت إلى مسلم وهم يصيرون أهل عهد والدار دار إسلام ليس لهم أن يتصرفوا فيها بالبيع أو الرهن.
الثاني: يشترط في عقد الصلح معهم أن تكون الأرض لهم بموجب الصلح باتفاق الفقهاء ويوضع الخراج على الأرض يؤدونه عنها ويكون لبيت المال وهذا الخراج يعتبر في حكم الجزية فمتى أسلموا سقط عنهم ولا تصير الدار دار إسلام وتكون دار عهد ولهم بيعها ورهنها وإذا انتقلت إلى مسلم لم يؤخذ خراجها ويقرون فيها ما أقاموا على العهد ولا تؤخذ جزية رقابهم لأنهم في غير دار الإسلام ولا يمنعون من إظهار شعائرهم فيها كالخمر والخنزير وضرب الناقوس ولا يمنعون إلا مما يتضرر به المسلمون كإيواء جاسوس ونقل أخبار المسلمين إلى الأعداء وسائر ما يتضرر به المسلمون.

### سكان الدار المعاهدة
يجب على الإمام أن يمنع المسلمين والذميين من إيذاء أهل دار العهد والتعرض لهم لأنهم استفادوا الأمان في أنفسهم وأموالهم بالموادعة وهذا العهد عقد غير لازم محتمل للنقض فللإمام أن ينبذ إليهم لقوله تعالى: } وإما تخافن من قوم خيانة فانبذ إليهم على سواء{ (الأنفال 58). أما إذا وقع العهد على أن تجري في دارهم أحكام الإسلام فهو عقد لازم لا يحتمل النقض من المسلمين لأن العهد الواقع على هذا الوجه عقد ذمة والدار دار إسلام يجرى فيها حكم الإسلام.
فإن نقضوا الصلح بعد استقراره معهم فقد اختلف العلماء فيه: فذهب الشافعي وأبو يوسف ومحمد إلى أن دارهم تصير دار حرب وقال أبو حنيفة: إن كان في دارهم مسلم أو كان بينهم وبين دار الحرب بلد للمسلمين فتبقى دارهم دار إسلام يجري على أهلها حكم البغاة وإن لم يكن بينهم مسلماً ولا بين دار الحرب بلد للمسلمين فتكون دار حرب.

## الحقبة المعاصرة
يعتبر دار الحرب مصطلح فقهي استعمله الفقهاء في مرحلة معينة من التاريخ الإسلامي للدلالة على بلاد خارج دار الإسلام وليس بينها وبين دار الإسلام عهد وبناء على ذلك فإن دار الحرب من الناحية الواقعية لا يمكن أن توجد إلا بعد وجود دار الإسلام. وفي هذه الحالة فإن الحاكم المسلم في دار الإسلام هو الذي يحدد دار الحرب ودار العهد.
بينما يرى يوسف القرضاوي، أن كل بلاد الدنيا بالنسبة للمسلمين هي بلاد دعوة، والفقهاء يقسمون العالم إلى «أمة الدعوة» و«أمة الإجابة» وكل العالم يُعتبر أمة محمد «وما أرسلناك إلا رحمة للعالمين» فهو جاء يخاطب العالمين جميعاً فبعضهم استجاب له وهذه أمة الإجابة وبعضهم لازال في مرحلة الدعوة وهذه أمة الدعوة ودار هذه البلاد هي دار دعوة من غير كلام.

## مقالات ذات علاقة
- اختلاف الدارين
- توحيد الحاكمية
- الجاهلية الحديثة
- استعلاء عرقي

## وصلات خارجية
- دار الحرب ودار الإسلام موقع الحق. (للإستزاده)